# Richard Hounslow
Richard Hounslow, född den 19 december 1981 i Harrow i London, är en brittisk kanotist.
Han tog OS-silver i C2 i slalom i samband med de olympiska kanottävlingarna 2012 i London tillsammans med David Florence. De två tog silver i samma klass även vid de olympiska kanottävlingarna 2016 i Rio de Janeiro.